# Mieczysław Dobkowski
Mieczysław Dobkowski (ur. 1926 w Zanklewie, zm. 16 listopada 2016) – Polak, Sprawiedliwy wśród Narodów Świata.

## Życiorys
Mieczysław urodził się w 1926 r. jako najstarszy syn Apolonii i Bolesława Dobkowskich. Mieszkał z rodzicami i trzema braćmi: Tadeuszem, Wincentym i Janem w Zanklewie w pobliżu miejscowości Wizna. Jego rodzice prowadzili gospodarstwo rolne. We wrześniu 1942 r. rodzina Dobkowskich ukryła znajomą rodzinę żydowską Lewinów z Wizny. Zostali przyprowadzeni do gospodarstwa Dobkowskich przez żołnierzy Armii Krajowej, z którymi ojciec Tadeusza współpracował. Dwaj starsi synowie krawca Izraela Lewina zostali zastrzeleni przez Niemców w Lesie Giełczyńskim. Izrael, jego żona Haszka-Fajga (lub Fejga) Lewin z domu Kijak oraz potomstwo Icchak i Ida (lub Jan i Teresa) spędzili w domu Dobkowskich trzy lata. Ich kryjówką był schowek pod szafą w dużym pokoju. Gdy do tego pokoju miał nagle wprowadzić się oficer niemiecki rodzina zdecydowała się przeprowadzić ukrywanych Żydów do ziemianki wykopanej dla nich w polu. Jesienią 1943 r. Izrael Lewin został aresztowany przez niemieckiego żołnierza podczas pracy w gospodarstwie. Dzięki operacji zorganizowanej przez rodzinę Dobkowskich, Izrael został uwolniony z aresztu zanim zorientowano się o jego żydowskim pochodzeniu. Po ustaniu działań wojennych w okolicy, w lipcu 1944 r. Lewinowie przeprowadzili się do Łodzi. Przed emigracją do Izraela w latach 50., z wdzięczności za udzieloną im pomoc, Lewinowie przepisali na Dobkowskich akt własności ich mieszkanie w Wiźnie. Lewinowie wymieniali listy z rodziną Dobkowskich, a także słali im paczki, jednak kontakt urwał się w 1968 r. W latach 80. rodziny odnowiły kontakt.
W 1991 r. Mieczysław Dobkowski wraz z rodzicami Bolesławem i Apolonią oraz braćmi; Tadeuszem i Wincentym zostali odznaczeni medalami Sprawiedliwych wśród Narodów Świata.